# Zbrochy
Zbrochy – przysiółek w Polsce położony w województwie mazowieckim, w powiecie przasnyskim, w gminie Krzynowłoga Mała.
W 1435 roku rycerze z Ostrowów otrzymali w pobliżu swoich posiadłości 
kolejne nadanie ziemskie (Dux donavit 10 mansos circa Ostrowi), na których to terenach osadzono chłopów i później otrzymała nazwę Zbrochy. 
Była to niewielka wioska, w 1567 roku notowano tutaj zaledwie 1 gospodarstwo kmiece zagrodnika. Trudno ustalić kolejnych dziedziców, była to mała własność szlachecka, nie wchodziła w skład większych majątków. 
W 1781 roku wioska należała do Tomasza Kozłowskiego, zapisano przy niej: liczyły quondam poddannych 5, teraz bez poddanego sam tylko dwór jeden. Zatem mieszkało tutaj nieco wcześniej nawet pięć rodzin chłopskich, jednak później pozostał tylko dwór.
W 1827 roku notowano w tej wsi 5 domów i 58 mieszkańców. W 1885 roku we wsi Ostrowe - Zbrochy naliczono 5 domów, 61 mieszkańców i 279 mórg ziemi
W okresie międzywojennym istniał tu folwark liczący 228 ha, należał do Władysława Wieczorkiewicza.
Przed II wojną światową zwano tę wieś jeszcze Ostrowo Zbrochy, w 1921 roku liczyła 5 domów i 26 mieszkańców.
W latach 1975–1998 miejscowość administracyjnie należała do województwa ostrołęckiego.